# Parallelia erectata
Parallelia erectata är en fjärilsart som beskrevs av George Francis Hampson 1902. Parallelia erectata ingår i släktet Parallelia och familjen nattflyn. Inga underarter finns listade i Catalogue of Life.